# Marne (Fluss)
Die Marne [maʀn] (lateinisch Matrona) ist ein Fluss in Frankreich. Sie entspringt am Plateau von Langres, im Gemeindegebiet von Balesmes-sur-Marne, in einer Höhe von etwa 420 Metern. Sie entwässert anfangs nach Nordwesten, dreht später auf West und Südwest und mündet nach rund 514 Kilometern zwischen Charenton-le-Pont und Ivry-sur-Seine, knapp südöstlich von Paris, als rechter Nebenfluss in die Seine.
Nach der Marne sind mehrere französische Départements benannt, nämlich Haute-Marne, Marne, Seine-et-Marne und Val-de-Marne.

## Durchflossene Départements (Nr.) und Städte

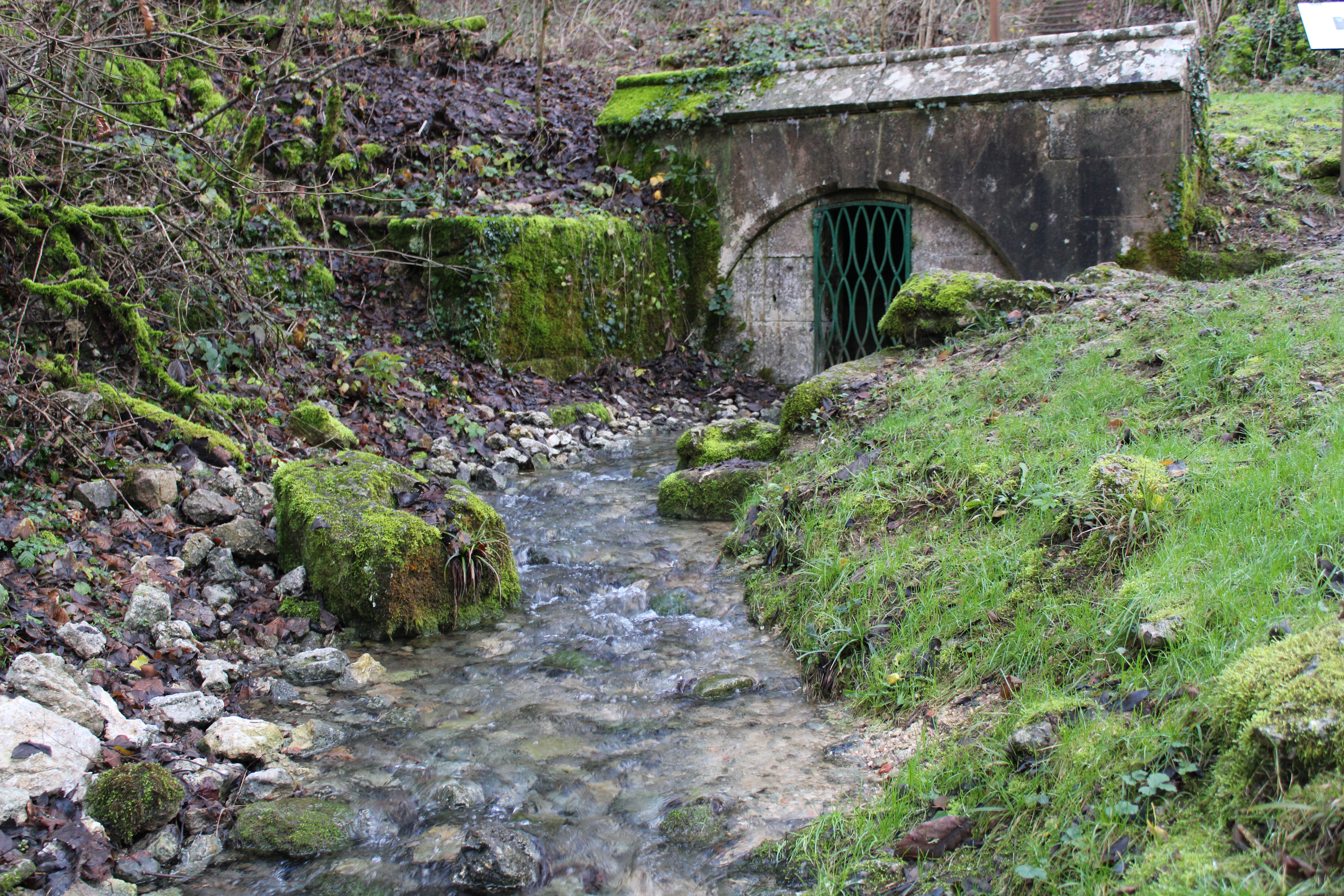
Marnequelle bei Balesmes-sur-Marne
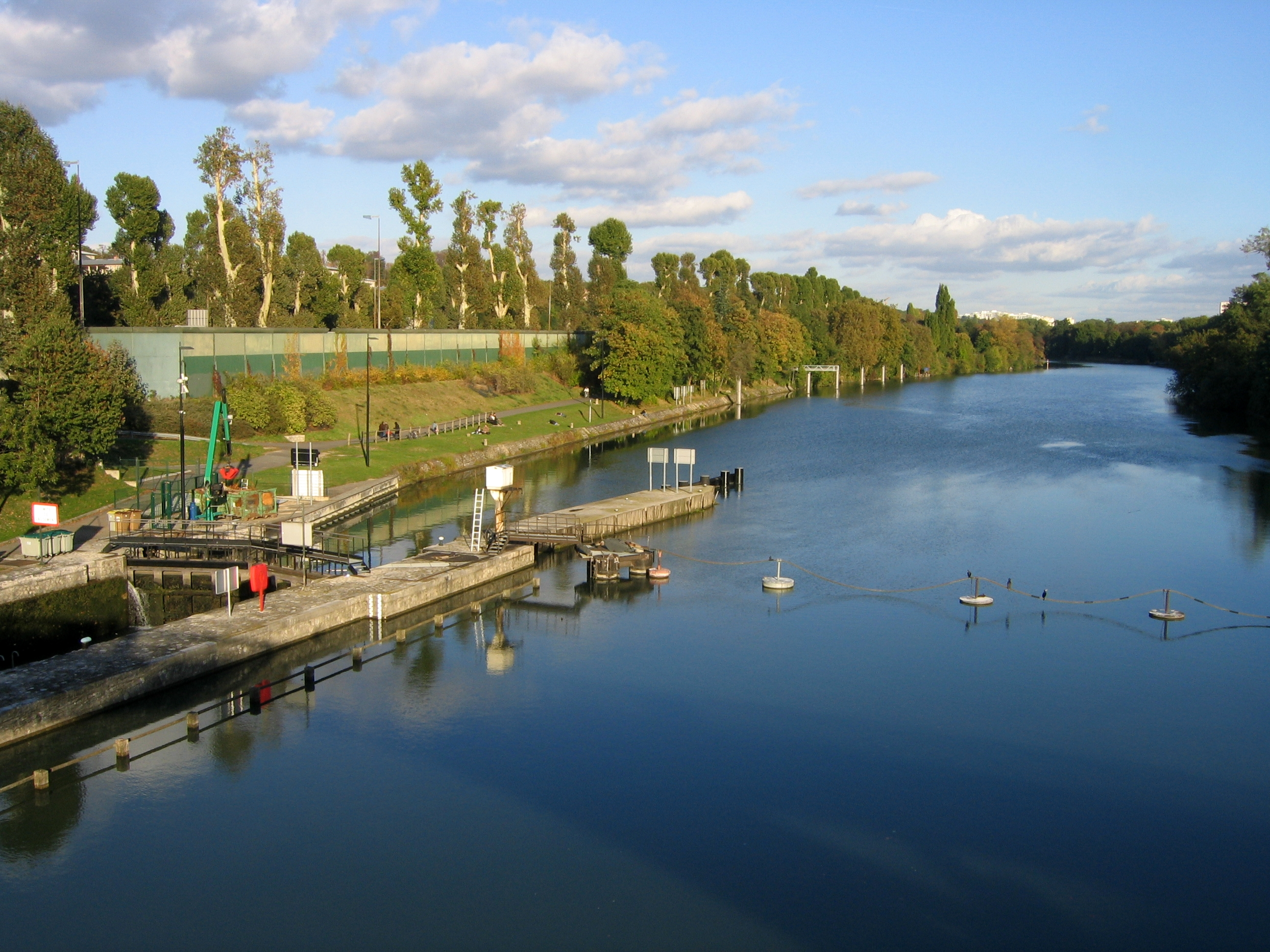
Schleuse an der Marne bei Maisons-Alfort
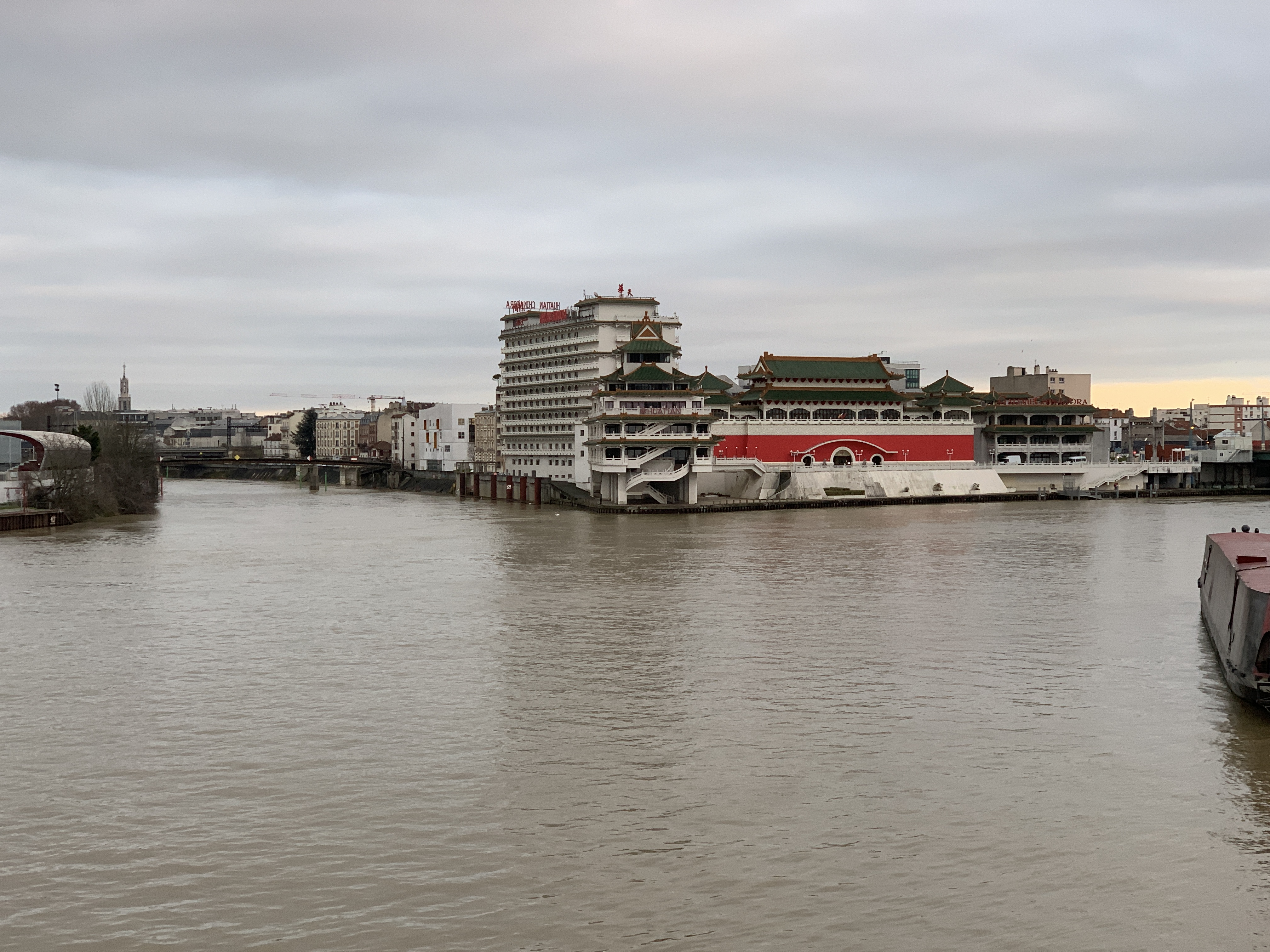
Mündung der Marne (von links) in die Seine

- Haute-Marne (52): Langres, Chaumont, Saint-Dizier
- Marne (51): Châlons-en-Champagne, Épernay
- Aisne (02): Château-Thierry
- Meuse (55): Ancerville
- Seine-et-Marne (77): Meaux, Lagny-sur-Marne, Torcy, Noisiel
- Seine-Saint-Denis (93): Neuilly-sur-Marne, Noisy-le-Grand
- Val-de-Marne (94): Nogent-sur-Marne, Créteil, Charenton-le-Pont, Champigny-sur-Marne, Saint-Maur-des-Fossés, Joinville-le-Pont, Saint-Maurice

## Nebenflüsse
- Linke Nebenflüsse:
  - Mouche
  - Suize
  - Blaise
  - Isson
  - Guenelle
  - Coole
  - Somme-Soude
  - Tarnauds
  - Surmelin
  - Petit Morin
  - Grand Morin
  - Morbras
- Rechte Nebenflüsse:
  - Ruisseau du Val de Gris
  - Traire
  - Rognon
  - Rongeant
  - Orconte
  - Saulx
  - Fion
  - Moivre
  - Livre
  - Semoigne
  - Ourcq
  - Thérouanne
  - Beuvronne

## Geschichte
In der Antike hieß der Fluss Matrona nach der gleichnamigen keltischen Flussgöttin. Julius Cäsar zufolge war die Matrona mit dem Unterlauf der Sequana (Seine) die Grenze zwischen dem Volk der Belger und den eigentlichen Galliern.
Hier konnten im Ersten Weltkrieg die deutschen Truppen gestoppt werden („Marnewunder“). Bis 1918 kam es zu zahlreichen Schlachten in diesem Gebiet.
Viele Abwässer aus der Region gelangen noch heute ungeklärt in die Marne.

## Schifffahrt
Die Marne ist im Unterlauf mit Schiffen selbst befahrbar. Weiter flussaufwärts wird die Schiffbarkeit durch Kanalbauten ermöglicht, die das Wasser der Marne nutzen. Dies sind
- der Canal latéral à la Marne und
- der Canal entre Champagne et Bourgogne.

Als einstmals bedeutender Schifffahrtsweg ist sie durch weitere Kanäle mit Rhein, Maas, Mosel, Aisne und Saône verbunden.